# Moisés Figueroa
Moisés Figueroa Aguilera (Pénjamo; 12 de agosto de 1947) es un exfutbolista mexicano que jugaba como centrocampista. Disputó tres partidos con la selección de México.

## Trayectoria
Se convirtió en una figura del Toluca, club con que estuvo desde 1968 hasta 1978, ganando la Primera División 1974-75. Luego de salir de Toluca, pasó al nuevo equipo Coyotes Neza, donde se retiró en 1984.

## Palmarés

### Títulos nacionales
| Título           | Equipo | País   | Año     |
| ---------------- | ------ | ------ | ------- |
| Primera División | Toluca | México | 1974-75 |